# U 145 (U-Boot, 1940)
U 145 war ein deutsches U-Boot vom Typ II D, das im Zweiten Weltkrieg von der deutschen Kriegsmarine eingesetzt wurde.

## Geschichte
Der Auftrag für das Boot wurde am 25. September 1939 an die Werft Deutsche Werke, Kiel vergeben. Die Kiellegung erfolgte am 29. März 1940, der Stapellauf am 21. September 1940. Die Indienststellung unter Kapitänleutnant Heinrich Driver fand schließlich am 16. Oktober 1940 statt.
Das Boot gehörte nach seiner Indienststellung am 16. Oktober 1940 bis zum 18. Dezember 1940 als Ausbildungsboot zur 1. U-Flottille in Kiel. Vom 19. Dezember 1940 bis zum 8. Mai 1945 Schulboot in der 22. U-Flottille in Gotenhafen bzw. Wilhelmshaven. In dieser Zeit wurde das Boot beim Unternehmen Barbarossa als Frontboot eingesetzt.
Als Turmemblem trug U 145 einen Leoparden, der durch den Buchstaben U springt.

## Einsatzstatistik
Kommandant Rudolf Franzius unternahm mit U 145 drei Feindfahrten, auf denen er keine Schiffe beschädigen oder versenken konnte.

### Erste Unternehmung
Das Boot lief am 18. Juni 1941 um 19.00 Uhr von Gotenhafen aus und lief am 7. Juli 1941 um 14.07 Uhr in Stormelö ein. Auf dieser 19 Tage dauernden und 854,6 sm über und 556,4 sm unter Wasser langen Unternehmung in der Ostsee vor Windau, Ösel und Dagö wurden keine Schiffe versenkt oder beschädigt.

### Zweite Unternehmung
Das Boot lief am 14. Juli 1941 um 09.00 Uhr von Stormelö aus und lief am 29. Juli 1941 um 16.00 Uhr wieder dort ein. Auf dieser 16 Tage dauernden und 745,7 sm über und 417,6 sm unter Wasser langen Unternehmung in der Ostsee, nördlich von Ösel und Dago und vor Hangö wurden keine Schiffe versenkt oder beschädigt.

### Dritte Unternehmung
Das Boot lief am 9. August 1941 von Stormelö aus und lief am 28. August 1941 um 22.40 Uhr in Oxthöft ein. Auf dieser 20 Tage dauernden und 1.051,3 sm über und 548,7 sm unter Wasser langen Unternehmung in der Ostsee, vor Windau, Ösel, Dagö und Hangö wurden keine Schiffe versenkt oder beschädigt.

## Verbleib
Am 30. Juni 1945 wurde das Boot von Wilhelmshaven nach Loch Ryan überführt, um im Rahmen der Operation Deadlight versenkt zu werden. Am 22. Dezember 1945 sank U 145 im Schlepp des britischen Zerstörer Onslow um 03:50 Uhr auf 55° 47′ N, 9° 56′ W im Marineplanquadrat AM 5246. Wegen einer gerissenen Trosse wurde das vorgesehene Versenkungsgebiet nicht erreicht.